# Sint-Brixius-Rode
Sint-Brixius-Rode is een gehucht van Meise in de provincie Vlaams-Brabant. Naast het gotische kerkje met schip uit de 13de eeuw vindt men er ook het Hof Ten Rode met de nog zichtbare wallen van een verdwenen kasteeltje. Het dateert uit de 13de eeuw maar de huidige gebouwen zijn 19de-eeuws.

## Toponymie
De naam Sint-Brixius-Rode bestaat uit twee delen: Sint-Brixius en Rode. Rode verwijst naar een bosrijk gebied dat gekapt (gerooid) werd. Dit gerooid gebied werd dan vernoemd naar de heilige Brixius. 
In het dialect wordt Sint-Brixius-Rode vaak Roy genoemd. Vaak wordt er ook kortweg naar verwezen als Sint-Brixius.

## Geschiedenis
Vermoedelijk ontstond Sint-Brixius-Rode in de 11e eeuw en het dorp werd voor het eerst vermeld in 1267. Het Hof te Rode of Ter Kercke was de verblijfplaats van de heren, totdat dezen in de 13e eeuw een mottekasteel lieten bouwen op de plaats waar zich nu het Hof ten Rode bevindt. In dezelfde eeuw werd ook de kerk gesticht.
Op de Ferrariskaarten (1777) is te zien dat het dorp ruim 35 huizen telde, de meeste met boomgaard en/of moestuintjes erbij. De landbouw was altijd de hoofdactiviteiet. De nabijheid van Brussel leidde tot bouwactiviteit in de jaren na 1960, toen geleidelijk een woonwijk in het nabijgelegen gehucht Eversem werd gebouwd.

## Ligging
In het noorden bevindt zich de IJsfabriek Strombeek, naast het Velaertbos. Verder naar het noorden ligt Nieuwenrode, en naar het oosten toe Beigem. Ten oosten van het gehucht is er nog een ander gehuchtje, Eversem. Dit bestaat vooral uit een relatief grote woonwijk die tussen Sint-Brixius-Rode en Eversem in gebouwd werd. Het is een sociale woonwijk en de meeste huizen zijn kopieën van elkaar. De wijk is in twee fasen gebouwd, en er waren plannen om het nog verder uit te breiden.

## Bezienswaardigheden
- De Sint-Brixiuskerk
- Het Hof ten Rode
- Het Hof te Rode of Ter Kercke

## Natuur en landschap
Sint-Brixius-Rode ligt op een hoogte van ongeveer 25 meter. De Birrebeek stroomt langs het dorp. Ten noorden van dit dorp ligt het natuurgebied Birrebeekvallei.

## Nabijgelegen kernen
Wolvertem, Meise, Grimbergen, Beigem, Humbeek, Nieuwenrode
Deelgemeenten: Meise · Wolvertem

Overige dorpen en gehuchten: Eversem · Imde · Meuzegem · Nerom · Oppem · Rossem · Sint-Brixius-Rode · Westrode

Belgische gemeenten · Arrondissement Halle-Vilvoorde · Vlaams-Brabant · Vlaanderen